# 罗瑟堡
罗瑟堡（德語：Roseburg）是德国石勒苏益格-荷尔斯泰因州的一个市镇。总面积16.23平方公里，总人口498人，其中男性251人，女性247人（2011年12月31日），人口密度31人/平方公里。